# Keno (futbolista)
Marcos da Silva França (Salvador, Brasil, 10 de septiembre de 1989) es un futbolista brasileño que juega en la posición de delantero para el Fluminense F. C. del Campeonato Brasileño de Serie A.

## Clubes
| Club                      | País                   | Año       |
| ------------------------- | ---------------------- | --------- |
| América-SE                | Brasil                 | 2009-2011 |
| Botafogo-BA               | Brasil                 | 2012      |
| Águia de Marabá           | Brasil                 | 2013      |
| Paraná Clube              | Brasil                 | 2014      |
| Santa Cruz F. C.          | Brasil                 | 2014      |
| E. C. São José-RS         | Brasil                 | 2014-2016 |
| Atlas F. C. (prés.)       | México                 | 2015      |
| A. A. Ponte Preta (prés.) | Brasil                 | 2015      |
| Santa Cruz F. C. (prés.)  | Brasil                 | 2016      |
| S. E. Palmeiras           | Brasil                 | 2017-2018 |
| Pyramids F. C.            | Egipto                 | 2018-2020 |
| Al-Jazira S. C. (prés.)   | Emiratos Árabes Unidos | 2019-2020 |
| Atlético Mineiro          | Brasil                 | 2020-2022 |
| Fluminense F. C.          | Brasil                 | 2023-Act. |

## Palmarés

### Títulos nacionales
| Título              | Club             | País   | Año  |
| ------------------- | ---------------- | ------ | ---- |
| Serie A             | S. E. Palmeiras  | Brasil | 2018 |
| Serie A             | Atlético Mineiro | Brasil | 2021 |
| Copa de Brasil      | Atlético Mineiro | Brasil | 2021 |
| Supercopa de Brasil | Atlético Mineiro | Brasil | 2022 |

### Títulos internacionales
| Título              | Equipo           | País           | Año  |
| ------------------- | ---------------- | -------------- | ---- |
| Copa Libertadores   | Fluminense F. C. | Río de Janeiro | 2023 |
| Recopa Sudamericana | Fluminense F. C. | Río de Janeiro | 2024 |

### Torneos regionales
| Título                       | Club             | Región          | Año  |
| ---------------------------- | ---------------- | --------------- | ---- |
| Copa do Nordeste             | Santa Cruz F. C. | Región Nordeste | 2016 |
| Campeonato Pernambucano      | Santa Cruz F. C. | Pernambuco      | 2016 |
| Campeonato Baiano - Série A2 | Botafogo-BA      | Bahía           | 2012 |
| Campeonato Mineiro           | Atlético Mineiro | Minas Gerais    | 2020 |
| Campeonato Mineiro           | Atlético Mineiro | Minas Gerais    | 2021 |
| Campeonato Mineiro           | Atlético Mineiro | Minas Gerais    | 2022 |

### Distinciones individuales
| Distinción                            | Año  |
| ------------------------------------- | ---- |
| Selección del Campeonato Pernambucano | 2016 |
| Selección de la Copa do Nordeste      | 2016 |
| Revelación de la Copa do Nordeste     | 2016 |